# Triacóntero

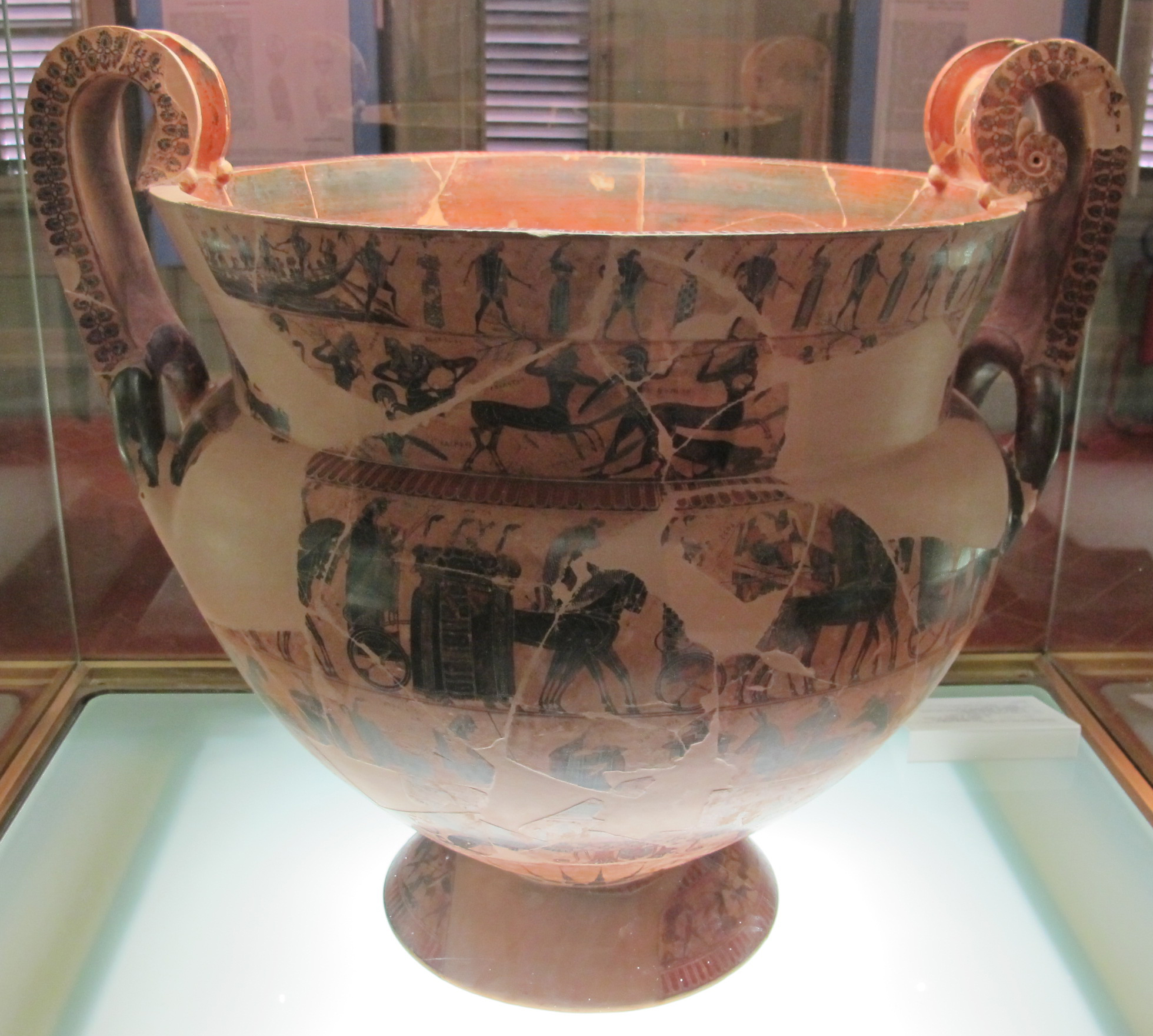
Triacóntero representado a la izquierda de la banda superior del Vaso Francois, crátera de volutas de circa 570 a. C. Museo Arqueológico de Florencia, nº inv. 4209.

El triacóntero (en griego τριακόντορος/triakontoros) era un barco de la Antigüedad, nave con treinta remeros —quince en cada lado—, que formó parte principalmente de las marinas de guerra aqueménida y griegas. En el Vaso Francois, crátera de volutas de circa 570 a. C., aparece Teseo desembarcando de un triacóntero a su llegada a Atenas con los once jóvenes rescatados del Laberinto de Creta.
Las fuerzas navales que reunió en 480 a. C. el rey aqueménida, Jerjes I, para la invasión de Grecia continental, la constituían trirremes, triacónteros, cércuros y otros tipos de barcos. En ese mismo año, mientras las tropas del rey espartano Leónidas I resistían al ejército aqueménida en el desfiladero de las Termópilas, el ateniense Abrónicos estaba preparado a bordo de un triacóntero para informar a las fuerzas navales destacadas en Artemisio del curso de la batalla terrestre.
El barco que transportaba a los teoros atenienses a Delos para la conmemoración de la estancia de Teseo en la isla, era un trirreme. Para la celebración de las Delia estos llegaban en un triacóntero, según un estudio sobre la danza ritual del géranos recogido por Jacques Jouanna.
En la primera mitad del siglo IV a. C. los navarcos (comandantes navales) atenienses operaban con triacónteros. Se tripulaban con remeros-combatientes, útiles para saquear asentamientos costeros. Polieno dice que Ifícrates disponía de cien triacónteros, con esta clase de dotación. Navegó cerca de las costa de Fenicia y ordenó el desembarco en una playa de aguas poco profundas. Los timoneles soltaron el ancla de popa a su señal y atracaron las embarcaciones. Cada soldado se armó con su propio remo y se lanzaron a la orilla, Avanzaron en formación y los fenicios emprendieron la huida, Algunos perecieron a manos de los atenienses y algunos otros fueron apresados.
Los inventarios navales de Atenas indican que aún había triacónteros en servicio en la segunda mitad del siglo IV a. C.
Según Flavio Arriano, Alejandro Magno contaba con un gran número de triacónteros en las flotas que reunió en Babilonia y en el río Indo. Algunas naves tenían dos niveles de remeros. Su empleo sistemático en las armadas griegas no se produjo hasta el siglo II a. C.